# Unidades russas
Um sistema nativo de pesos e medidas foi usado na Rússia Imperial e após a  Revolução Russa, mas foi abandonado após 21 de julho de 1925, quando a União Soviética adotou o sistema métrico, por ordem do Conselho de Comissários do Povo.
O Sistema Tártaro obsoleto de Pesos e Medidas é muito semelhante ao russo, mas alguns nomes são diferentes.  O sistema polonês de unidades de medida também está muito próximo ao russo.
O sistema existia desde Rússia de Quieve, mas sob Pedro, o Grande, as unidades russas foram redefinidas em relação ao  Sistema inglês.  Até Pedro o Grande, o sistema também usava numerais cirílicos, e somente no século XVIII Pedro, o Grande, o substituiu pelo sistema de numeração hindu-arábica.

## Comprimento
A unidade básica é o russo cúbito, denominado  arshin , que está em uso desde o século XVI. Foi padronizado por Pedro o Grande no século XVIII para medir exatamente vinte e oito polegadas inglesas (28 inches - 71,1 cm). Assim, 80 vershoks = 20 piads = 5 arshins = 140 polegadas inglesas (140 inches - 356 cm).
Um  pyad  ( пядь, “palm”, “five”) ou  chetvert  ( че́тверть, “quarter”) é um palmo, a distância entre as pontas do polegar espalhado e dedo indicador.
| Unidade        | Unidade         | Unidade             | Razão    | Métrico   | Unidades inglesas                                   |
| Russo          | Russo           | Tradução            | Razão    | Métrico   | Unidades inglesas                                   |
| cirílico       | Transliteração  | Tradução            | Razão    | Métrico   | Unidades inglesas                                   |
| -------------- | --------------- | ------------------- | -------- | --------- | --------------------------------------------------- |
| то́чка          | tochka          | ponto               | 1 ⁄ 2800 | 0,254 mm  | 1 ⁄ 100 polegada                                    |
| ли́ния          | liniya          | linha               | 1 ⁄ 280  | 2,54 mm   | 1 ⁄ 10 polegada; cf. Linha                          |
| дюйм           | dyuym           | polegada            | 1 ⁄ 28   | 2,54; cm  | 1 polegada                                          |
| вершо́к         | vershok         | ponta, topo         | 1 ⁄ 16   | 4,445 cm  | 1 + 3 ⁄ 4 pol. cf. Unidade de rack de 19 "          |
| ладонь         | ladon           | palmo               |          | 7,5; cm   | cf. Palmo                                           |
| пядь, че́тверть | píade, chetvert | um quarto           | 1 ⁄ 4    | 17,78; cm | 7 pol; cf. amplitude                                |
| фут            | pé              | pé                  | 3 ⁄ 7    | 30,48; cm | 1 pé                                                |
| локоть         | lokot           | cotovelo            |          | 45; cm    | 1,5 pé; cf. côvado / ell                            |
| шаг            | chag            | passo               |          | ~ 71cm    | cf. Passo                                           |
| арши́н          | arshin          | jarda               | 1        | 71,12 cm  | 2 + 1 ⁄ 3 pés <! - = 28 pol ->                      |
| саже́нь, са́жень | sazhen          | fathom (prof. Água) | 3        | 2,1336 m  | 7 pés                                               |
| верста́         | versta          | volta (de um arado) | 1500     | 1.0668 km | 3.500 pés <! - 175/264 mi = 5_10 / 33 peles ->      |
| ми́ля           | milya           | milha               | 10.500   | 7,4676 km | 24.500 pés <! - 4_169 / 264 mi = 37_4 / 33 peles -> |

Unidades alternativas:
- Swung sazhen ( маховая сажень,  makhovaya sazhen ′, distância entre as pontas dos braços esticadas para os lados) = 1,76 m
- Sazhen inclinado ou oblíquo ( косая сажень,  kosaya sazhen ′, distância entre a ponta de um braço erguido e a ponta de uma perna oposta ligeiramente afastada) = 2,48 m
- Double versta ou border versta, ( межевая верста,  mezhevaya versta), usado para medir terrenos e distâncias entre assentamentos = 2 verstas (vem de um antigo padrão para versta)

## Área
- Desyatina ( десяти́на, “um décimo” ou “dez”), aproximadamente um hectare
  - Tesouro / desyatina oficial  казённая десяти́на,  kazionnaya desyatina) = 10.925,4 m  2  = 117.600 pés quadrados = 2,7 acres = 2.400 Sazhen quadrado
  - Proprietade ( владе́льческая десяти́на do proprietário,  vladelcheskaya desyatina) = 14.567,2 m  2  = 156.800 pés quadrados = 3.200 sqhen saz
    - 3 desyatinas do proprietário = 4 desyatinas oficiais

## Volume
Como em muitos sistemas antigos de medição, o russo distingue entre medições de capacidade secas e líquidas. Observe que o  chetvert  aparece em ambas as listas com valores muito diferentes.

### Medidas de secos
| Unidade   | russo    | Tradução  | Razão  | Cúbico polegadas (exato) | Valor métrico | Valor imperial | EUA Habituais   |
| --------- | -------- | --------- | ------ | ------------------------ | ------------- | -------------- | --------------- |
| chast     | часть    | parte     | 1 ⁄ 30 | 6 + 2 ⁄ 3                | 109,33; ml    | 4.380 fl oz    | 4,208 fl oz     |
| Kruzhka   | кру́жка   | caneca    | 2 ⁄ 5  | 80                       | 1,312 L       | 2.309 pints    | 2,773 pints     |
| grão      | га́рнец   | Panela    | 1      | 200                      | 3.279842 L    | 5,772 pints    | 3.466 quartos   |
| Vedro     | ведро́    | balde     | 4      | 800                      | 13,12 L       | 2,886 gal      | 3.466 gal       |
| Chetverik | четвери́к | um quarto | 8      | 1.600                    | 26,239 L      | 2,886 peck s   | 2.978 peck s    |
| osmina    | осьми́на  | um oitavo | 32     | 6.400                    | 104,955 L     | 2.886 bushel s | 2.978 bushels   |
| chetvert  | че́тверть | um quarto | 64     | 12.800                   | 209,91 L      | 5.772 bushels  | 5,957 alqueires |

### Medidas líquidas
| Unidade              | russo               | Tradução        | Razão   | Cúbico polegadas (exato) | Valor métrico | Imperial    | EUA Habituais |
| -------------------- | ------------------- | --------------- | ------- | ------------------------ | ------------- | ----------- | ------------- |
| shkalik              | шка́лик              | a medida        | 1 ⁄ 200 | 3 + 3 ⁄ 4                | 61,5 ml       | 2,16 fl oz  | 2,08 fl oz    |
| Kosushka             | косу́шка             | Copo, dose      | 1 ⁄ 200 | 3 + 3 ⁄ 4                | 61,5 ml       | 2,16 fl oz  | 2,08 fl oz    |
| Charka               | ча́рка               | copo de vinho   | 1 ⁄ 100 | 7 + 1 ⁄ 2                | 123 ml        | 4,33 fl oz  | 4,16 fl oz    |
| butylka (vodochnaya) | буты́лка ( во́дочная) | garrafa (vodka) | 1 ⁄ 20  | 37 + 1 ⁄ 2               | 615 ml        | 1,08 pint s | 1,3 pint s    |
| butylka (vinnaya)    | буты́лка ( ви́нная)   | garrafa (vinho) | 1 ⁄ 16  | 46 + 7 ⁄ 8               | 768,7 ml      | 1,35 pint s | 1.625 pint s  |
| Kruzhka              | кру́жка              | caneca          | 1 ⁄ 10  | 75                       | 1,23 L        | 2,16 pints  | 1,3 quarto s  |
| shtof                | штоф                | jarro           | 1 ⁄ 10  | 75                       | 1,23 L        | 2,16 pints  | 1,3 quarto s  |
| chetvert             | че́тверть            | um quarto       | 1 ⁄ 8   | 93 + 3 ⁄ 4               | 1.537 L       | 2,70 pints  | 1.624 quartos |
| vedro                | ведро́               | balde           | 1       | 750                      | 12,29941 L    | 2,71 gal    | 3.249 gal     |
| Bochka               | бо́чка               | barril          | 40      | 30.000                   | 491,98 L      | 108,22 gal  | 129,967 gal   |

## Peso / massa
Dois sistemas de peso estavam em uso, um comum de uso comum e um sistema de boticários.

### Sistema comum
| Unidade   | russo    | Tradução  | Razão               | Valor métrico | Valor Avoirdupois       |
| --------- | -------- | --------- | ------------------- | ------------- | ----------------------- |
| Dolya     | до́ля     | parte     | 1 ⁄ 9216 = 1 ⁄ 96 2 | 44,435 mg     | 0,686 gr                |
| zolotnik  | золотни́к | “De ouro” | 1 ⁄ 96              | 4,26580 g     | 65,831 gr (0,152 oz)    |
| muitos    | лот      |           | 1 ⁄ 32              | 12,7974 g     | 0,451 oz                |
| funt      | фунт     | libra     | 1                   | 409,51718 g   | 14,445 oz (0,903 lb)    |
| pood      | пуд      |           | 40                  | 16,3807 kg    | 36,121 lb               |
| berkovets | берковец |           | 400                 | 163,807 kg    | 361,206 lb (25,8 Pedras |

O pood foi mencionado pela primeira vez em vários documentos do século XII.  Ele ainda pode ser encontrado em documentos que tratam da produção agrícola (especialmente com referência a cereais), e foi revivido na determinação de pesos ao lançar sinos em campanários após o renascimento das Igrejas Ortodoxas no terras ex-soviéticas. Também é popular na indústria de fitness moderna do século 21, pois o pood é usado para fazer referência ao peso de um kettlebell, uma invenção russa, especialmente no CrossFit. 

### Sistemas boticários
O peso dos boticários do Império Russo foi definido definindo-se o grão (em russo:   гран) em exatamente sete quintos de uma  dolya . O único nome de unidade compartilhado entre os dois era  funt  (libra), mas aquele no sistema dos boticários é exatamente sete oitavos do  funt  comum.
| Unidade   | russo   | Tradução  | Razão | Valor métrico | Valor Avoirdupois         | Valor ordinário |
| --------- | ------- | --------- | ----- | ------------- | ------------------------- | --------------- |
| grão      | гран    | grão      | 1     | 62,210 mg     | 0,96004 gr                | 1,4 dolya       |
| scrupulum | скрупул | scrupulum | 20    | 1.2442 g      | 19,201 gr                 | 28 dolya        |
| drakhma   | драхма  | dram      | 60    | 3,7326 g      | 57.602 gr                 | 7 ⁄ 8 zolotnik  |
| untsiya   | унция   | onça      | 480   | 29,861 g      | 1,0533 onças ou 460,82 gr | 7 zolotnik      |
| Funt      | фунт    | libra     | 5760  | 358,328 g     | 12,640 onças ou 5529,8 gr | 84 zolotnik     |

## Expressões idiomáticas
As unidades de medida obsoletas sobreviveram na cultura russa em uma série de idioma expressões áticas e provérbio, por exemplo:
- Слышно за  версту : (Isso) pode ser ouvido à distância - sobre algo muito alto
- Бешеной собаке семь  вёрст  не крюк: 7 versts não é um desvio para um cão louco - sobre energia excessiva ou aborrecimento
- Милому дружку семь  вёрст  не околица: 7 verst não é muito longe para um amigo querido
- Верста  коломенская: Kolomna verst - sobre uma pessoa muito alta e esguia (neste caso, a referência é a marca de estrada do poste da verst: ( verstovoy stolb ))
- Косая сажень  в плечах: Skew sazhen nos ombros - sobre uma pessoa forte e de ombros largos
- Мерить всех на свой  аршин . Para avaliar todos pelo mesmo critério [literalmente: o próprio]
- Проглотить  аршин . Para engolir um arshin (critério) - sobre ficar muito ereto e imóvel
- От горшка два  вершка . Dois vershok acima do pote. - muito jovem garoto
- Сто  пудов . - Centenas de poods - quantidade muito grande. No russo coloquial moderno, é usado nos significados genéricos de "muito" e "muito", bem como "com certeza"; [3] O adjetivo 'stopudovy' e o advérbio 'stopudovo' derivam desta expressão, embora seja mais provavelmente uma contração mutilada de "100%" (stoprocentny).
- Семь  пядей  во лбу. Sete 'pyad' na testa - muito inteligente
- Не семь  пядей  во лбу. Não sete 'píades' na testa - não tão inteligente
- Мал  золотник , да до́рог. Um zolotnik é pequeno, mas caro: quando a qualidade e não a quantidade é importante
- Идти  семимильными  шагами. Para caminhar em etapas de 7 milhas - Qualquer tipo de progresso muito rápido, por exemplo, de melhoria
- Узнать, почём  фунт  лиха. Para saber quanto custa um quilo de likho (demônio da mitologia eslava - Para experimentar algo ruim
- Ни  пяди  земли (не уступить). Não desista (nem mesmo) de uma  píade  de terra
- Съесть  пуд  соли (вместе с кем-либо). Comer um 'pood' de sal (com alguém) - Ter uma longa experiência comum com alguém (com a implicação de "conhecer bem alguém")